# مولد اتصال تجريبي
مولدات الاتصال التجريبي (TCGs) هي حلول ضمان الإيرادات التي تكرر الأحداث على شبكات الاتصال عن بعد لتحديد فقد الإيرادات المحتمل، فضلاً عن المساعدة في تحقيق الامتثال التنظيمي. وتستفيد كل من شركات اتصالات الهواتف الخلوية وشركات اتصالات الخطوط الثابتة من مولدات الاتصال التجريبي في إجراء الاختبار المستقل لشبكاتها لمطابقة السجل التفصيلي للمكالمات (CDR) والتحقق من صحة قياس بدء وقت/مدة الاتصال وسعر الاتصالات. وتعتبر مولدات الاتصال التجريبي أدوات ذات مهام حرجة تستخدمها إدارات ضمان الإيرادات لدى شركات تشغيل الاتصالات لتحسين عملية تحصيل الإيرادات وللتحقق من سلامة الشبكة.
ضمان الإيرادات ومولدات الاتصال التجريبي
اختبار شبكة المحمول والخطوط الثابتة
تتمتع حلول مولدات الاتصال التجريبي بقدرة على اختبار شبكات النظام العالمي للاتصالات المتنقلة (GSM) وشبكات الخطوط الثابتة من خلال الاستفادة من مكونات الأجهزة المختلفة. وتتألف مكونات نظام مولدات الاتصال التجريبي من كل من الأجهزة والبرمجيات، وتُعرَّف العناصر الأساسية على النحو التالي:
- وحدات اختبار أجهزة الشبكة - وهذه يمكن أن تكون إما وحدات اختبار شبكات النظام العالمي للاتصالات المتنقلة للجيل الثاني والجيل الثالث (2G/3G) ووحدات الاختبار التناظرية للخطوط الثابتة.
- برامج النظام - تتكون عمومًا من وحدات البرامج التالية؛ (1) وحدة تحكم النظام لإدارة عملية تنفيذ الاتصال الآلي و(2) وحدة طلب سجل المكالمات التفصيلي لطلب سجلات المكالمات التفصيلية من شركات التشغيل المناظرة و(3) خوارزمية المطابقة لمطابقة سجلات المكالمات التفصيلية لشركات التشغيل المقابلة و(4) وحدة تسعير للقيام بالتسعير المستقل لسجلات المكالمات التفصيلية.

توليد الاتصالات التجريبية – اختبار الاتصال لضمان الإيرادات
تُستخدم مولدات الاتصال التجريبي من قبل شركات الاتصالات لتعزيز إستراتيجيات ضمان الإيرادات. فهي تقوم بتوفر الاختبار الآلي عن طريق تنفيذ المكالمات مباشرة على شبكة المشغلين لتحديد مشاكل أداء الشبكة المحتملة وفقد الإيرادات. وتقدم مولدات الاتصال التجريبي سجلات المكالمات التفصيلية التي تم تم تسعيرها بشكل مستقل والتي يتم تسويتها مقارنة بسجلات المكالمات التفصيلية للمشغلين للتحقق من صحة سجل المكالمات التفصيلي، وأخيرًا للكشف عن الإيرادات المفقودة. وتتمثل بعض الخدمات التي تقدمها مولدات الاتصال التجريبي في:
1. اختبار الوقت الفعلي للاتصال المتعدد وخدمات البيانات، مثل الصوت وخدمة الرسائل النصية (SMS) وخدمة رسائل الوسائط المتعددة (MMS) وخدمات التصفح على الإنترنت (HTTP) والتلفزيون المتنقل والاتصال المرئي وتنزيل المحتوى (الألعاب ونغمات الرنين ..)
2. توافق سجل الاتصال التفصيلي من البداية إلى النهاية (من التحويل إلى الفواتير)
3. اختبار التحقق من التعريفات الجديدة
4. مطابقة توافق سجل الاتصال التفصيلي
5. التحقق من صحة تسعير الاتصال المتعلق بالاتصالات البينية والفواتير المجزأة
6. اختبار الامتثال التنظيمي (أوفكوم/ساربينز أوكسلي)

اختبار أداء الشبكة للتحقق من صحة مكونات الشبكة الجديدة

## وصلات خارجية
- BluGem Communications - test call generation provider
- Araxxe - Revenue Assurance and Fraud SaaS services based on Test Call Generators
- Roscom Ltd - test call generation provider
- C-Gen - test call generation system
- GEDIS Studio Test Data Generator provides a test call generator simulating the activity of profiled customers
- Keynote SIGOS - test call generator
- Call data record generator - CDR generator
- Arptel - Test Call Generator
- Ascade - Test Call generator